# Megastigmus grotiusi
Megastigmus grotiusi är en stekelart som beskrevs av Girault 1915. Megastigmus grotiusi ingår i släktet Megastigmus och familjen gallglanssteklar. Inga underarter finns listade i Catalogue of Life.